# Viktar Rapinski
Viktar Rapinski (17 de juny de 1981) va ser un ciclista belarús que fou professional del 2002 al 2007. Del seu palmarès destaquen tres Campionats nacionals en contrarellotge.

## Palmarès en carretera
- 1999
  -  Campió de Belarús en contrarellotge
- 2000
  -  Campió de Belarús en contrarellotge
- 2001
  -  Campió de Belarús en contrarellotge
- 2002
  - 1r a l'International Cycling Classic i vencedor de 5 etapes
- 2003
  - 1r al Fitchburg Longsjo Classic
  - 1r a l'International Cycling Classic i vencedor de 2 etapes
  - Vencedor d'una etapa a la Volta a Bisbee
  - Vencedor d'una etapa al Nature Valley Grand Prix
- 2004
  - Vencedor d'una etapa a la Volta a Turquia
  - Vencedor d'una etapa al Fitchburg Longsjo Classic
  - Vencedor de 3 etapes a la Volta al llac Qinghai

## Palmarès en pista
- 1999
  -  Campió del món júnior en Puntuació

### Resultats a laCopa del Món
- 2002
  - 1r a Monterrey, en Persecució per equips